# XIV Concilio de Toledo
El XIV Concilio de Toledo fue un concilio de obispos del Reino Visigodo celebrado en Toledo el 684.
El XIII Concilio de Toledo se clausuró el 13 de noviembre del 683 y poco después llegó a la ciudad un enviado del Papa León II con sendas cartas para el rey, para el conde Simplicio, para todos los Obispos y para el metropolitano, en las cuales invitaba a reconocer las resoluciones del III Concilio constantinopolitano (IV Concilio Ecuménico) que había condenado el monotelismo. Debía celebrarse un nuevo Concilio, pero tan reciente el anterior se convocó un Sínodo de Obispos de la Cartaginesa.
El Sínodo fue conocido como XIV Concilio de Toledo y se celebró del 4 al 20 de noviembre del 684. Asistieron todos los Obispos de la Cartaginense y los metropolitanos de las otras provincias, y además un obispo de la Tarraconense, otro de la Narbonense y otro de Galicia. Los respectivos Sínodos provinciales habían aprobado las resoluciones del VI Concilio Ecuménico, y así también se aprobó por este XIV Concilio.